# 単独市制
単独市制（たんどくしせい）は、日本において人口が市制施行の要件（現在は5万人）を超える、もしくは超える見込みのある町村が合併を行わずに市に移行（いわゆる市制施行。なお、一部を他自治体として分立されるケースも含む）することである。

## 概要
町村が行政サービスや財政の状況、経済効果などを勘案して、他の市町村との合併を選択せず、単独で市への移行を検討・実施する場合のことをいう。特に1970年の前半は単独市制した自治体が多かった。日本で単独市制施行をする要件は地方自治法第8条第1項で5万人以上と定められている。
単独市制のメリットとして、首長の交代を伴わないことが挙げられる。新設合併で市制する場合は合併時に市長職務執行者を置き、その後の選挙で市長を選出することがほとんどである。
ただし、合併せずして郡部の単独町村による市制の施行は中々容易ではない。更に平成以降ではドーナツ化現象や高齢化社会等による多様な問題に対応しきれていない自治体も多く、特に北海道空知総合振興局管内・高知県などをはじめとするいくつかの道県では人口低下が著しい地域もある。

## 単独市制を施行した自治体

### 1890年代
- 群馬県前橋市（旧東群馬郡前橋町） - 1892年4月1日施行。
- 栃木県宇都宮市（旧河内郡宇都宮町） - 1896年4月1日施行。
- 長野県長野市（旧上水内郡長野町） - 1897年4月1日施行。※現在は合併して長野市（2代目）。
- 三重県四日市市（旧三重郡四日市町） - 1897年8月1日施行。
- 奈良県奈良市（旧添上郡奈良町） - 1898年2月1日施行。
- 青森県青森市（旧東津軽郡青森町） - 1898年4月1日施行。※現在は合併して青森市（2代目）。
- 広島県尾道市（旧御調郡尾道町） - 1898年4月1日施行。
- 滋賀県大津市（旧滋賀郡大津町） - 1898年10月1日施行。※現在は合併して大津市（2代目）。
- 福島県若松市（旧北会津郡若松町） - 1899年4月1日施行。※現在は改称して会津若松市。
- 香川県丸亀市（旧那珂郡丸亀町） - 1899年4月1日施行。※香川県内では唯一。現在は合併して丸亀市（2代目）。
- 福岡県門司市（旧企救郡門司町） - 1899年4月1日施行。※現在は合併して北九州市門司区。

### 1900年代
- 群馬県高崎市（旧群馬郡高崎町） - 1900年4月1日施行。
- 福岡県小倉市（旧企救郡小倉町） - 1900年4月1日施行。※現在は合併して北九州市小倉北区、小倉南区。
- 長崎県佐世保市（旧東彼杵郡佐世保村） - 1902年4月1日施行。※長崎県内では唯一。同時に佐世保村の一部を佐世村（現佐世保市）として分離。
- 新潟県長岡市（旧古志郡長岡町） - 1906年4月1日施行。
- 愛知県豊橋市（旧渥美郡豊橋町） - 1906年8月1日施行。
- 三重県宇治山田市（旧度会郡宇治山田町） - 1906年9月1日施行。※1955年1月1日に伊勢市に改称。現在は合併して伊勢市（2代目）。
- 神奈川県横須賀市（旧三浦郡横須賀町） - 1907年2月15日施行。
- 福島県福島市（旧信夫郡福島町） - 1907年4月1日施行。
- 長野県松本市（旧東筑摩郡松本町） - 1907年5月1日施行。

### 1910年代
- 大分県大分市（旧大分郡大分町） - 1911年4月1日施行。※現在は合併して大分市（2代目）。
- 静岡県浜松市（旧浜名郡浜松町） - 1911年7月1日施行。
- 新潟県高田市（旧中頸城郡高田町） - 1911年9月1日施行。※現在は合併して上越市。
- 福岡県若松市（旧遠賀郡若松町） - 1914年4月1日施行。※現在は合併して北九州市若松区。
- 愛知県岡崎市（旧額田郡岡崎町） - 1916年7月1日施行。
- 広島県福山市（旧深安郡福山町） - 1916年7月1日施行。※現在は合併して福山市（2代目）。
- 福岡県大牟田市（旧三池郡大牟田町） - 1917年3月1日施行。
- 福岡県八幡市（旧遠賀郡八幡町） - 1917年3月1日施行。※現在は合併して北九州市八幡東区、八幡西区。
- 東京府八王子市（旧南多摩郡八王子町） - 1917年9月1日施行。
- 岐阜県大垣市（旧安八郡大垣町） - 1918年4月1日施行。
- 長野県上田市（旧小県郡上田町） - 1919年5月1日施行。※現在は合併して上田市（2代目）。
- 兵庫県明石市（旧明石郡明石町） - 1919年11月1日施行。

### 1920年代
- 千葉県千葉市（旧千葉郡千葉町） - 1921年1月1日施行。
- 栃木県足利市（旧足利郡足利町） - 1921年1月1日施行。
- 群馬県桐生市（旧山田郡桐生町） - 1921年3月1日施行。
- 愛知県一宮市（旧中島郡一宮町） - 1921年9月1日施行。
- 山口県宇部市（旧厚狭郡宇部村） - 1921年11月1日施行。
- 大阪府岸和田市（旧泉南郡岸和田町） - 1922年11月1日施行。※現在は合併して岸和田市（2代目）。
- 宮崎県都城市（旧北諸県郡都城町） - 1924年4月1日施行。※現在は合併して都城市（2代目）。
- 大分県別府市（旧速見郡別府町） - 1924年4月1日施行。
- 福岡県戸畑市（旧遠賀郡戸畑町） - 1924年9月1日施行。※現在は合併して北九州市戸畑区。
- 山形県鶴岡市（旧西田川郡鶴岡町） - 1924年10月1日施行。※現在は合併して鶴岡市（2代目）。
- 兵庫県西宮市（旧武庫郡西宮町） - 1925年4月1日施行。
- 鳥取県米子市（旧西伯郡米子町） - 1927年4月1日施行。※現在は合併して米子市（2代目）。
- 岡山県倉敷市（旧都窪郡倉敷町） - 1928年4月1日施行。※現在は合併して倉敷市（2代目）。
- 大分県中津市（旧下毛郡中津町） - 1929年4月20日施行。
- 京都府伏見市（旧紀伊郡伏見町） - 1929年5月1日施行。※現在は京都市に編入、同市伏見区。
- 愛知県瀬戸市（旧東春日井郡瀬戸町） - 1929年10月1日施行。

### 1930年代
- 福岡県直方市（旧鞍手郡直方町） - 1931年1月1日施行。
- 佐賀県唐津市（旧東松浦郡唐津町） - 1932年1月1日施行。※佐賀県内では唯一。現在は合併して唐津市（2代目）。
- 福岡県飯塚市（旧嘉穂郡飯塚町） - 1932年1月20日施行。※現在は合併して飯塚市（3代目）。
- 神奈川県平塚市（旧中郡平塚町） - 1932年4月1日施行。
- 山口県萩市（旧阿武郡萩町） - 1932年7月1日施行。※現在は合併して萩市（2代目）。
- 三重県松阪市（旧飯南郡松阪町） - 1933年2月1日施行。※現在は合併して松阪市（2代目）。
- 宮崎県延岡市（旧東臼杵郡延岡町） - 1933年2月11日施行。
- 北海道帯広市（旧河西郡帯広町） - 1933年4月1日施行。
- 宮城県石巻市（旧牡鹿郡石巻町） - 1933年4月1日施行。※現在は合併して石巻市（2代目）。
- 山形県酒田市（旧飽海郡酒田町） - 1933年4月1日施行。※現在は合併して酒田市（2代目）。
- 埼玉県熊谷市（旧大里郡熊谷町） - 1933年4月1日施行。※現在は合併して熊谷市（2代目）。
- 新潟県三条市（旧南蒲原郡三条町） - 1934年1月1日施行。※現在は合併して三条市（2代目）。
- 埼玉県浦和市（旧北足立郡浦和町） - 1934年2月11日施行。※現在は合併してさいたま市桜区・浦和区・南区・緑区。
- 山口県徳山市（旧都濃郡徳山町） - 1935年10月15日施行。※現在は合併して周南市。
- 長野県岡谷市（旧諏訪郡平野村） - 1936年4月1日施行。※改称。
- 京都府福知山市（旧天田郡福知山町） - 1937年4月1日施行。
- 三重県桑名市（旧桑名郡桑名町） - 1937年4月1日施行。※現在は合併して桑名市（2代目）。
- 栃木県栃木市（旧下都賀郡栃木町） - 1937年4月1日施行。※現在は合併して栃木市（2代目）。
- 岩手県釜石市（旧上閉伊郡釜石町） - 1937年5月5日施行。※現在は合併して釜石市（2代目）。
- 樺太庁豊原市（旧豊原郡豊原町） - 1937年7月1日施行。※樺太市制。庁内では唯一。現在は廃止された。
- 京都府舞鶴市（旧加佐郡舞鶴町） - 1938年8月1日施行。※現在は合併して舞鶴市（2代目）。
- 大阪府池田市（旧豊能郡池田町） - 1939年4月29日施行。

### 1940年代
- 鹿児島県川内市（旧薩摩郡川内町） - 1940年2月11日施行。※現在は合併して薩摩川内市。
- 兵庫県洲本市（旧津名郡洲本町） - 1940年2月11日施行。※現在は合併して洲本市（2代目）。
- 兵庫県飾磨市（旧飾磨郡飾磨町） - 1940年2月11日施行。※現在は合併して姫路市。
- 新潟県柏崎市（旧刈羽郡柏崎町） - 1940年7月1日施行。
- 岐阜県多治見市（旧土岐郡多治見町） - 1940年8月1日施行。
- 神奈川県藤沢市（旧高座郡藤沢町） - 1940年10月1日施行。
- 兵庫県芦屋市（旧武庫郡精道村） - 1940年11月10日施行。※改称。
- 東京府立川市（旧北多摩郡立川町） - 1940年12月1日施行。
- 島根県出雲市（旧簸川郡出雲町） - 1941年11月3日施行。※島根県内では唯一。現在は合併して出雲市（2代目）。
- 宮城県塩竈市（旧宮城郡塩竈町） - 1941年11月23日施行。
- 大阪府泉大津市（旧泉北郡大津町） - 1942年4月1日施行。※滋賀県大津市との重複を避けるため、大津の前に「泉」を追加。
- 北海道北見市（旧常呂郡野付牛町） - 1942年6月10日施行。※改称。現在は合併して北見市（2代目）。
- 兵庫県相生市（旧赤穂郡相生町） - 1942年10月1日施行。
- 大阪府高槻市（旧三島郡高槻町） - 1943年1月1日施行。
- 北海道夕張市（旧夕張郡夕張町） - 1943年4月1日施行。
- 北海道岩見沢市（旧空知郡岩見沢町） - 1943年4月1日施行。
- 大阪府貝塚市（旧泉南郡貝塚町） - 1943年5月1日施行。
- 沖縄県石川市（旧中頭郡美里村） - 1945年9月26日施行。※米国軍政府期。美里村の一部が分立。現在は合併してうるま市。
- 鹿児島県名瀬市（旧大島郡名瀬町） - 1946年7月1日施行。※奄美群島の米軍統治時期。現在は合併して奄美市。
- 新潟県新発田市（旧北蒲原郡新発田町） - 1947年1月1日施行。
- 北海道網走市（旧網走郡網走町） - 1947年2月11日施行。※同時に網走町の一部を東藻琴村（現大空町）として分離。
- 愛知県津島市（旧海部郡津島町） - 1947年3月1日施行。
- 沖縄県平良市（旧宮古郡平良町） - 1947年3月7日施行。※米国軍政府期。現在は合併して宮古島市。
- 沖縄県石垣市（旧八重山郡石垣町） - 1947年7月10日施行。※米国軍政府期。
- 大阪府枚方市（旧北河内郡枚方町） - 1947年8月1日施行。
- 北海道留萌市（旧留萌郡留萌町） - 1947年10月1日施行。
- 神奈川県茅ヶ崎市（旧高座郡茅ヶ崎町） - 1947年10月1日施行。
- 東京都武蔵野市（旧北多摩郡武蔵野町） - 1947年11月3日施行。
- 静岡県島田市（旧志太郡島田町） - 1948年1月1日施行。※現在は合併して島田市（2代目）。
- 奈良県大和高田市（旧北葛城郡高田町） - 1948年1月1日施行。※新潟県高田市（現・上越市）との重複を避けるため、高田の前に「大和」を追加。
- 大阪府泉佐野市（旧泉南郡佐野町） - 1948年4月1日施行。※栃木県佐野市との重複を避け、佐野の前に「泉」を追加。
- 北海道苫小牧市（旧勇払郡苫小牧町） - 1948年4月1日施行。
- 静岡県磐田市（旧磐田郡磐田町） - 1948年4月1日施行。※現在は合併して磐田市（2代目）。
- 静岡県吉原市（旧富士郡吉原町） - 1948年4月1日施行。※現在は合併して富士市。
- 群馬県太田市（旧新田郡太田町） - 1948年5月3日施行。※現在は合併して太田市（2代目）。
- 栃木県鹿沼市（旧上都賀郡鹿沼町） - 1948年10月10日施行。※現在は合併して鹿沼市（2代目）。
- 北海道稚内市（旧宗谷郡稚内町） - 1949年4月1日施行。
- 山形県新庄市（旧最上郡新庄町） - 1949年4月1日施行。
- 熊本県水俣市（旧葦北郡水俣町） - 1949年4月1日施行。
- 埼玉県行田市（旧北埼玉郡忍町） - 1949年5月3日施行。※改称。
- 鹿児島県枕崎市（旧川辺郡枕崎町） - 1949年9月1日施行。

### 1950年代
- 愛知県刈谷市（旧碧海郡刈谷町） - 1950年4月1日施行。
- 宮崎県小林市（旧西諸県郡小林町） - 1950年4月1日施行。※現在は合併して小林市（2代目）。
- 大阪府富田林市（旧南河内郡富田林町） - 1950年4月1日施行。
- 北海道美唄市（旧空知郡美唄町） - 1950年4月1日施行。
- 埼玉県秩父市（旧秩父郡秩父町） - 1950年4月1日施行。※現在は合併して秩父市（2代目）。
- 茨城県古河市（旧猿島郡古河町） - 1950年8月1日施行。※現在は合併して古河市（2代目）。
- 鹿児島県串木野市（旧日置郡串木野町） - 1950年10月1日施行。※現在は合併していちき串木野市。
- 埼玉県所沢市（旧入間郡所沢町） - 1950年11月3日施行。
- 東京都三鷹市（旧北多摩郡三鷹町） - 1950年11月3日施行。
- 新潟県新津市（旧中蒲原郡新津町） - 1951年1月1日施行。※現在は新潟市に編入、同市秋葉区。
- 愛知県挙母市（旧西加茂郡挙母町） - 1951年3月1日施行。※現在は改称して豊田市。
- 静岡県焼津市（旧志太郡焼津町） - 1951年3月1日施行。
- 富山県新湊市（旧射水郡新湊町） - 1951年3月15日施行。※現在は合併して射水市。
- 大阪府寝屋川市（旧北河内郡寝屋川町） - 1951年5月3日施行。
- 徳島県小松島市（旧勝浦郡小松島町） - 1951年6月1日施行。※徳島県内では唯一。
- 岡山県玉島市（旧浅口郡玉島町） - 1952年1月1日施行。※現在は合併して倉敷市。
- 岐阜県中津川市（旧恵那郡中津川町） - 1952年4月1日施行。
- 鹿児島県阿久根市（旧出水郡阿久根町） - 1952年4月1日施行。
- 福岡県柳川市（旧山門郡柳川町） - 1952年4月1日施行。※現在は合併して柳川市（2代目）。
- 愛知県安城市（旧碧海郡安城町） - 1952年5月5日施行。
- 北海道芦別市（旧空知郡芦別町） - 1953年4月1日施行。
- 沖縄県真和志市（旧島尻郡真和志村） - 1953年10月1日施行。※米国民政府期。現在は那覇市に編入。
- 埼玉県飯能市（旧入間郡飯能町） - 1954年1月1日施行。
- 奈良県大和郡山市（旧生駒郡郡山町） - 1954年1月1日施行。※福島県郡山市との重複を避け、郡山の前に「大和」を追加。
- 茨城県石岡市（旧新治郡石岡町） - 1954年2月11日施行。※現在は合併して石岡市（2代目）。
- 富山県滑川市（旧中新川郡滑川町） - 1954年3月1日施行。
- 富山県砺波市（旧東礪波郡砺波町） - 1954年4月1日施行。※現在は合併して砺波市（2代目）。
- 長野県須坂市（旧上高井郡須坂町） - 1954年4月1日施行。
- 福岡県山田市（旧嘉穂郡山田町） - 1954年4月1日施行。※現在は合併して嘉麻市。
- 山梨県塩山市（旧東山梨郡塩山町） - 1954年4月5日施行。※山梨県内では唯一。現在は合併して甲州市。
- 神奈川県逗子市（旧三浦郡逗子町） - 1954年4月15日施行。
- 北海道江別市（旧札幌郡江別町） - 1954年7月1日施行。
- 北海道赤平市（旧空知郡赤平町） - 1954年7月1日施行。
- 埼玉県岩槻市（旧南埼玉郡岩槻町） - 1954年7月1日施行。※現在はさいたま市に編入、同市岩槻区。
- 千葉県旭市（旧海上郡旭町） - 1954年7月1日施行。※現在は合併して旭市（2代目）。
- 千葉県八日市場市（旧匝瑳郡八日市場町） - 1954年7月1日施行。※現在は合併して匝瑳市。
- 福島県内郷市（旧石城郡内郷町） - 1954年7月10日施行。※現在は合併していわき市。
- 栃木県真岡市（旧芳賀郡真岡町） - 1954年10月1日施行。
- 神奈川県相模原市（旧高座郡相模原町） - 1954年11月20日施行。
- 鹿児島県国分市（旧姶良郡国分町） - 1955年2月1日施行。※現在は合併して霧島市。
- 鳥取県境港市（旧西伯郡境港町） - 1956年4月1日施行。
- 北海道名寄市（旧上川郡名寄町） - 1956年4月1日施行。※現在は合併して名寄市（2代目）。
- 和歌山県有田市（旧有田郡有田町） - 1956年5月1日施行。
- 沖縄県コザ市（旧中頭郡コザ村） - 1956年7月1日施行。※米国民政府期。現在は合併して沖縄市。
- 北海道三笠市（旧空知郡三笠町） - 1957年4月1日施行。
- 北海道千歳市（旧千歳郡千歳町） - 1958年7月1日施行。
- 北海道滝川市（旧空知郡滝川町） - 1958年7月1日施行。※現在は合併して滝川市（2代目）。
- 北海道砂川市（旧空知郡砂川町） - 1958年7月1日施行。
- 北海道歌志内市（旧空知郡歌志内町） - 1958年7月1日施行。
- 石川県羽咋市（旧羽咋郡羽咋町） - 1958年7月1日施行。
- 兵庫県三田市（旧有馬郡三田町） - 1958年7月1日施行。※同時に有馬郡消滅。
- 埼玉県上尾市（旧北足立郡上尾町） - 1958年7月15日施行。
- 埼玉県与野市（旧北足立郡与野町） - 1958年7月15日施行。※現在は合併してさいたま市中央区。
- 茨城県笠間市（旧西茨城郡笠間町） - 1958年8月1日施行。※現在は合併して笠間市（2代目）。
- 熊本県菊池市（旧菊池郡菊池町） - 1958年8月1日施行。※現在は合併して菊池市（2代目）。
- 長野県茅野市（旧諏訪郡茅野町） - 1958年8月1日施行。
- 青森県三沢市（旧上北郡大三沢町） - 1958年9月1日施行。※改称。
- 宮城県名取市（旧名取郡名取町） - 1958年10月1日施行。
- 宮城県角田市（旧伊具郡角田町） - 1958年10月1日施行。
- 山形県天童市（旧東村山郡天童町） - 1958年10月1日施行。
- 福島県二本松市（旧安達郡二本松町） - 1958年10月1日施行。※現在は合併して二本松市（2代目）。
- 千葉県勝浦市（旧夷隅郡勝浦町） - 1958年10月1日施行。
- 東京都小金井市（旧北多摩郡小金井町） - 1958年10月1日施行。
- 大阪府柏原市（旧中河内郡柏原町） - 1958年10月1日施行。※同時に中河内郡消滅。
- 鹿児島県谷山市（旧鹿児島郡谷山町） - 1958年10月1日施行。※現在は合併して鹿児島市。
- 鹿児島県西之表市（旧熊毛郡西之表町） - 1958年10月1日施行。
- 鹿児島県垂水市（旧肝属郡垂水町） - 1958年10月1日施行。
- 群馬県安中市（旧碓氷郡安中町） - 1958年11月1日施行。※現在は合併して安中市（2代目）。
- 栃木県矢板市（旧塩谷郡矢板町） - 1958年11月1日施行。
- 埼玉県草加市（旧北足立郡草加町） - 1958年11月1日施行。
- 愛媛県北条市（旧温泉郡北条町） - 1958年11月1日施行。※現在は松山市に編入。
- 愛知県稲沢市（旧中島郡稲沢町） - 1958年11月1日施行。
- 愛知県新城市（旧南設楽郡新城町） - 1958年11月1日施行。※現在は合併して新城市（2代目）。
- 福岡県中間市（旧遠賀郡中間町） - 1958年11月1日施行。
- 宮崎県西都市（旧児湯郡西都町） - 1958年11月1日施行。
- 岩手県江刺市（旧江刺郡江刺町） - 1958年11月3日施行。※同時に江刺郡消滅。現在は合併して奥州市。
- 山形県東根市（旧北村山郡東根町） - 1958年11月3日施行。
- 埼玉県越谷市（旧南埼玉郡越谷町） - 1958年11月3日施行。
- 静岡県天竜市（旧磐田郡二俣町） - 1958年11月3日施行。※改称。現在は浜松市に編入、同市天竜区。
- 静岡県袋井市（旧磐田郡袋井町） - 1958年11月3日施行。※現在は合併して袋井市（2代目）。
- 高知県土佐市（旧高岡郡高岡町） - 1959年1月1日施行。※高知県内では唯一。富山県高岡市との重複を避けるため、改称。
- 大阪府羽曳野市（旧南河内郡南大阪町） - 1959年1月15日施行。※改称。
- 神奈川県大和市（旧高座郡大和町） - 1959年2月1日施行。
- 埼玉県蕨市（旧北足立郡蕨町） - 1959年4月1日施行。
- 山形県尾花沢市（旧北村山郡尾花沢町） - 1959年4月10日施行。
- 新潟県白根市（旧中蒲原郡白根町） - 1959年6月1日施行。※現在は新潟市に編入、同市南区。

### 1960年代
- 沖縄県宜野湾市（旧中頭郡宜野湾村） - 1962年7月1日施行。※米国民政府期。
- 東京都小平市（旧北多摩郡小平町） - 1962年10月1日施行。
- 静岡県浜北市（旧浜名郡浜北町） - 1963年7月1日施行。※現在は浜松市に編入、同市浜名区。
- 大阪府門真市（旧北河内郡門真町） - 1963年8月1日施行。
- 東京都日野市（旧南多摩郡日野町） - 1963年11月3日施行。
- 東京都東村山市（旧北多摩郡東村山町） - 1964年4月1日施行。
- 東京都国分寺市（旧北多摩郡国分寺町） - 1964年11月3日施行。
- 埼玉県戸田市（旧北足立郡戸田町） - 1966年10月1日施行。
- 埼玉県入間市（旧入間郡武蔵町） - 1966年11月1日施行。※改称。
- 大阪府摂津市（旧三島郡三島町） - 1966年11月1日施行。※静岡県三島市との重複を避けるため、改称。
- 大阪府高石市（旧泉北郡高石町） - 1966年11月1日施行。
- 大阪府藤井寺市（旧南河内郡美陵町） - 1966年11月1日施行。※改称。1960年1月1日までの自治体名は藤井寺道明寺町。
- 千葉県流山市（旧東葛飾郡流山町） - 1967年1月1日施行。
- 千葉県八千代市（旧千葉郡八千代町） - 1967年1月1日施行。※同時に千葉郡消滅。
- 東京都国立市（旧北多摩郡国立町） - 1967年1月1日施行。
- 東京都田無市（旧北多摩郡田無町） - 1967年1月1日施行。※現在は合併して西東京市。
- 東京都保谷市（旧北多摩郡保谷町） - 1967年1月1日施行。※現在は合併して西東京市。
- 埼玉県鳩ヶ谷市（旧北足立郡鳩ヶ谷町） - 1967年3月1日施行。※現在は川口市に編入。
- 埼玉県朝霞市（旧北足立郡朝霞町） - 1967年3月15日施行。
- 沖縄県具志川市（旧中頭郡具志川村） - 1968年7月1日施行。※米国民政府期。現在は合併してうるま市。

### 1970年代
- 千葉県我孫子市（旧東葛飾郡我孫子町） - 1970年7月1日施行。
- 東京都福生市（旧西多摩郡福生町） - 1970年7月1日施行。
- 滋賀県守山市（旧野洲郡守山町） - 1970年7月1日施行。
- 大阪府泉南市（旧泉南郡泉南町） - 1970年7月1日施行。
- 大阪府四條畷市（旧北河内郡四條畷町） - 1970年7月1日施行。
- 沖縄県浦添市（旧中頭郡浦添村） - 1970年7月1日施行。※米国民政府期。
- 北海道登別市（旧幌別郡登別町） - 1970年8月1日施行。※同時に幌別郡消滅。
- 三重県久居市（旧一志郡久居町） - 1970年8月1日施行。※現在は合併して津市。
- 愛知県大府市（旧知多郡大府町） - 1970年9月1日施行。
- 愛知県知多市（旧知多郡知多町） - 1970年9月1日施行。
- 茨城県取手市（旧北相馬郡取手町） - 1970年10月1日施行。
- 東京都狛江市（旧北多摩郡狛江町） - 1970年10月1日施行。
- 東京都東大和市（旧北多摩郡大和町） - 1970年10月1日施行。※神奈川県大和市との重複を避けるため、大和の前に「東」を追加。
- 東京都清瀬市（旧北多摩郡清瀬町） - 1970年10月1日施行。
- 東京都東久留米市（旧北多摩郡久留米町） - 1970年10月1日施行。※福岡県久留米市との重複を避けるため、久留米の前に「東」を追加。
- 石川県松任市（旧石川郡松任町） - 1970年10月10日施行。※現在は合併して白山市。
- 埼玉県志木市（旧北足立郡足立町） - 1970年10月26日施行。※改称。1955年5月3日まで志木町であった。
- 埼玉県和光市（旧北足立郡大和町） - 1970年10月31日施行。※神奈川県大和市との重複を避けるため、改称。
- 北海道恵庭市（旧千歳郡恵庭町） - 1970年11月1日施行。※同時に千歳郡消滅。
- 栃木県黒磯市（旧那須郡黒磯町） - 1970年11月1日施行。※現在は合併して那須塩原市。
- 埼玉県新座市（旧北足立郡新座町） - 1970年11月1日施行。
- 新潟県豊栄市（旧北蒲原郡豊栄町） - 1970年11月1日施行。※現在は新潟市に編入、同市北区。
- 山口県新南陽市（旧都濃郡南陽町） - 1970年11月1日施行。※山形県南陽市との重複を避けるため、南陽の前に「新」を追加。現在は合併して周南市。
- 埼玉県桶川市（旧北足立郡桶川町） - 1970年11月3日施行。
- 東京都武蔵村山市（旧北多摩郡村山町） - 1970年11月3日施行。※山形県村山市との重複を避けるため、村山の前に「武蔵」を追加。同時に北多摩郡消滅。
- 愛知県知立市（旧碧海郡知立町） - 1970年12月1日施行。※同時に碧海郡消滅。
- 愛知県高浜市（旧碧海郡高浜町） - 1970年12月1日施行。※同時に碧海郡消滅。
- 愛知県尾張旭市（旧東春日井郡旭町） - 1970年12月1日施行。※千葉県旭市との重複を避けるため、旭の前に「尾張」を追加。同時に東春日井郡消滅。
- 宮崎県えびの市（旧西諸県郡えびの町） - 1970年12月1日施行。
- 静岡県下田市（旧賀茂郡下田町） - 1971年1月1日施行。
- 静岡県裾野市（旧駿東郡裾野町） - 1971年1月1日施行。
- 神奈川県伊勢原市（旧中郡伊勢原町） - 1971年3月1日施行。
- 千葉県鎌ケ谷市（旧東葛飾郡鎌ケ谷町） - 1971年9月1日施行。
- 千葉県君津市（旧君津郡君津町） - 1971年9月1日施行。
- 千葉県富津市（旧君津郡富津町） - 1971年9月1日施行。
- 埼玉県久喜市（旧南埼玉郡久喜町） - 1971年10月1日施行。※現在は合併して久喜市（2代目）。
- 北海道亀田市（旧亀田郡亀田町） - 1971年11月1日施行。※現在は函館市に編入。
- 宮城県多賀城市（旧宮城郡多賀城町） - 1971年11月1日施行。
- 宮城県泉市（旧宮城郡泉町） - 1971年11月1日施行。※現在は仙台市に編入、同市泉区。
- 宮城県岩沼市（旧名取郡岩沼町） - 1971年11月1日施行。
- 東京都多摩市（旧南多摩郡多摩町） - 1971年11月1日施行。※同時に南多摩郡消滅。
- 東京都稲城市（旧南多摩郡稲城町） - 1971年11月1日施行。※同時に南多摩郡消滅。
- 神奈川県海老名市（旧高座郡海老名町） - 1971年11月1日施行。
- 神奈川県座間市（旧高座郡座間町） - 1971年11月1日施行。
- 奈良県生駒市（旧生駒郡生駒町） - 1971年11月1日施行。
- 埼玉県北本市（旧北足立郡北本町） - 1971年11月3日施行。
- 大阪府交野市（旧北河内郡交野町） - 1971年11月3日施行。※同時に北河内郡消滅。
- 愛知県岩倉市（旧丹羽郡岩倉町） - 1971年12月1日施行。
- 沖縄県糸満市（旧島尻郡糸満町） - 1971年12月1日施行。※米国民政府期。
- 静岡県湖西市（旧浜名郡湖西町） - 1972年1月1日施行。
- 埼玉県八潮市（旧南埼玉郡八潮町） - 1972年1月15日施行。
- 北海道伊達市（旧有珠郡伊達町） - 1972年4月1日施行。
- 茨城県岩井市（旧猿島郡岩井町） - 1972年4月1日施行。※現在は合併して坂東市。
- 神奈川県南足柄市（旧足柄上郡南足柄町） - 1972年4月1日施行。
- 福岡県小郡市（旧三井郡小郡町） - 1972年4月1日施行。
- 福岡県筑紫野市（旧筑紫郡筑紫野町） - 1972年4月1日施行。
- 福岡県春日市（旧筑紫郡春日町） - 1972年4月1日施行。
- 福岡県大野城市（旧筑紫郡大野町） - 1972年4月1日施行。※福井県大野市との重複を避けるため、大野の後に「城」を追加した。
- 埼玉県富士見市（旧入間郡富士見町） - 1972年4月10日施行。
- 埼玉県上福岡市（旧入間郡福岡町） - 1972年4月10日施行。※福岡県福岡市との重複を避けるため、福岡の前に「上」を追加した。現在は合併してふじみ野市。
- 埼玉県三郷市（旧北葛飾郡三郷町） - 1972年5月3日施行。
- 京都府城陽市（旧久世郡城陽町） - 1972年5月3日施行。
- 東京都秋川市（旧西多摩郡秋多町） - 1972年5月5日施行。※秋田県秋田市との同音重複を避けるため、改称。現在は合併してあきる野市。
- 愛知県豊明市（旧愛知郡豊明町） - 1972年8月1日施行。
- 埼玉県蓮田市（旧南埼玉郡蓮田町） - 1972年10月1日施行。
- 京都府向日市（旧乙訓郡向日町） - 1972年10月1日施行。
- 京都府長岡京市（旧乙訓郡長岡町） - 1972年10月1日施行。※新潟県長岡市との重複を避けるため、長岡の後に「京」を追加。
- 愛媛県東予市（旧周桑郡東予町） - 1972年10月1日施行。※現在は合併して西条市。
- 埼玉県坂戸市（旧入間郡坂戸町） - 1976年9月1日施行。
- 京都府八幡市（旧綴喜郡八幡町） - 1977年11月1日施行。
- 神奈川県綾瀬市（旧高座郡綾瀬町） - 1978年11月1日施行。

### 1980年代
- 千葉県浦安市（旧東葛飾郡浦安町） - 1981年4月1日施行。
- 千葉県四街道市（旧印旛郡四街道町） - 1981年4月1日施行。
- 福岡県宗像市（旧宗像郡宗像町） - 1981年4月1日施行。※現在は合併して宗像市（2代目）。
- 岐阜県可児市（旧可児郡可児町） - 1982年4月1日施行。
- 福岡県太宰府市（旧筑紫郡太宰府町） - 1982年4月1日施行。
- 茨城県牛久市（旧稲敷郡牛久町） - 1986年6月1日施行。
- 埼玉県幸手市（旧北葛飾郡幸手町） - 1986年10月1日施行。
- 大阪府大阪狭山市（旧南河内郡狭山町） - 1987年4月1日施行。※埼玉県狭山市との重複を避けるため、狭山の前に「大阪」を追加。
- 広島県廿日市市（旧佐伯郡廿日市町） - 1988年4月1日施行。

### 1990年代
- 千葉県袖ケ浦市（旧君津郡袖ヶ浦町） - 1991年4月1日施行。※同時に君津郡消滅。
- 埼玉県鶴ヶ島市（旧入間郡鶴ヶ島町） - 1991年9月1日施行。
- 埼玉県日高市（旧入間郡日高町） - 1991年10月1日施行。
- 大阪府阪南市（旧泉南郡阪南町） - 1991年10月1日施行。
- 奈良県香芝市（旧北葛城郡香芝町） - 1991年10月1日施行。
- 東京都羽村市（旧西多摩郡羽村町） - 1991年11月1日施行。
- 千葉県八街市（旧印旛郡八街町） - 1992年4月1日施行。
- 福岡県前原市（旧糸島郡前原町） - 1992年10月1日施行。※現在は合併して糸島市。
- 愛知県日進市（旧愛知郡日進町） - 1994年10月1日施行。
- 埼玉県吉川市（旧北葛飾郡吉川町） - 1996年4月1日施行。
- 千葉県印西市（旧印旛郡印西町） - 1996年4月1日施行。
- 北海道北広島市（旧札幌郡広島町） - 1996年9月1日施行。※広島県広島市との重複を避けるため、広島の前に「北」を追加。同時に札幌郡消滅。
- 北海道石狩市（旧石狩郡石狩町） - 1996年9月1日施行。
- 京都府京田辺市（旧綴喜郡田辺町） - 1997年4月1日施行。※和歌山県田辺市との重複を避けるため、田辺の前に「京」を追加。
- 福岡県古賀市（旧糟屋郡古賀町） - 1997年10月1日施行。

### 2000年代
- 千葉県白井市（旧印旛郡白井町） - 2001年4月1日施行。
- 滋賀県栗東市（旧栗太郡栗東町） - 2001年10月1日施行。※同時に栗太郡消滅。
- 茨城県守谷市（旧北相馬郡守谷町） - 2002年2月2日施行。
- 千葉県富里市（旧印旛郡富里町） - 2002年4月1日施行。
- 沖縄県豊見城市（旧島尻郡豊見城村） - 2002年4月1日施行。※現行の地方自治法に基づいて村が市となった初めての例。このほかに村から昇格した市は、長野県岡谷市、兵庫県芦屋市、山口県宇部市、長崎県佐世保市の4市は戦前の「市制」による昇格、また沖縄県の旧真和志市、旧コザ市、宜野湾市、旧具志川市、浦添市の5市は本土復帰前の琉球政府時代の市町村自治法による昇格である。

- 和歌山県岩出市（旧那賀郡岩出町） - 2006年4月1日施行。※同時に那賀郡消滅。

### 2010年代
- 愛知県みよし市（旧西加茂郡三好町） - 2010年1月4日施行。※徳島県三好市との重複を避けるため、ひらがなの「みよし」を採用。同時に西加茂郡消滅。
- 石川県野々市市（旧石川郡野々市町） - 2011年11月11日施行。※同時に石川郡消滅。
- 愛知県長久手市（旧愛知郡長久手町） - 2012年1月4日施行。
- 埼玉県白岡市（旧南埼玉郡白岡町） - 2012年10月1日施行。
- 千葉県大網白里市（旧山武郡大網白里町） - 2013年1月1日施行。
- 岩手県滝沢市（旧岩手郡滝沢村） - 2014年1月1日施行。※沖縄県豊見城市に次ぎ、現行の地方自治法に基づいて村が市となったのは2例目。旧滝沢村は旧豊見城村の市制施行後、人口が日本一多い「村」であり、市制施行前には「町」として人口が最も多い広島県安芸郡府中町をも上回っていた。
- 宮城県富谷市（旧黒川郡富谷町） - 2016年10月10日施行。
- 福岡県那珂川市（旧筑紫郡那珂川町） - 2018年10月1日施行。※同時に筑紫郡消滅。

### 2020年代
2025年3月時点では存在しないが、同年代に単独市制が予定されている自治体は以下の通りである。
- 茨城県稲敷郡阿見町 - 2023年11月1日の速報値で人口が5万人以上となったことを受け、「阿見町市制施行有識者会議」を翌2024年8月に設立。2025年の国勢調査後の市制施行を目指すことになった[2]。同会議は2025年2月、市の名称を「阿見市」、市制施行の日を2027年11月1日にするのが望ましいと答申し[3]、同年3月10日、答申通りに阿見市として市制施行することを決定した[4]。

### 現在検討中の自治体・単独市制を念頭に置いている自治体
人口4万人超（2015年10月1日に実施された国勢調査によるもの）の自治体に限る。
- 北海道河東郡音更町
- 群馬県邑楽郡大泉町
- 埼玉県北足立郡伊奈町
- 埼玉県北葛飾郡杉戸町
- 神奈川県高座郡寒川町
- 静岡県駿東郡長泉町
- 愛知県愛知郡東郷町
- 愛知県額田郡幸田町
- 愛知県知多郡東浦町 - 単独市制施行に向けて準備を進めていたものの、2010年の国勢調査の確定値は要件の5万人を満たさない49,800人となり、2015年の国勢調査まで持ち越しとなった[5]。後に、国勢調査において人口を不正に水増しして計上したことが発覚し、当時の副町長らが統計法違反の容疑で逮捕された[6]。結果2015年の国勢調査では2010年の確定値より下回った。
- 愛知県知多郡武豊町
- 三重県三重郡菰野町
- 大阪府泉南郡熊取町
- 広島県安芸郡府中町 - 国勢調査では1990年以降2020年まで7回連続で人口が5万人を超え、単独市制には前向きの姿勢ではあるものの[7]、本格的な動きは見られない。
- 福岡県糟屋郡志免町
- 福岡県糟屋郡粕屋町
- 長崎県西彼杵郡長与町
- 熊本県菊池郡菊陽町
- 沖縄県中頭郡読谷村

### 単独市制を見込めるほどだったものの、実際には合併して市となった自治体
合併時に人口4万人超の自治体に限る。
- 北海道札幌郡豊平町 → 札幌市に編入。現在は同市豊平区、清田区および南区の大部分。
- 岩手県紫波郡都南村 → 盛岡市に編入。
- 茨城県多賀郡多賀町　→ 日立市に編入。
- 茨城県新治郡桜村 → 筑波郡谷田部町、豊里町、大穂町と合併してつくば市を新設。
- 茨城県猿島郡総和町 → 古河市・同郡三和町と合併して古河市を新設。
- 栃木県那須郡西那須野町 → 黒磯市、那須郡塩原町と合併して那須塩原市を新設。
- 埼玉県入間郡大井町 → 上福岡市と合併してふじみ野市を新設。
- 千葉県東葛飾郡沼南町 → 柏市に編入。
- 東京府豊多摩郡淀橋町 → 東京市へ編入され淀橋区に。現東京都新宿区。
- 東京府豊多摩郡渋谷町・千駄ヶ谷町・代々幡町 → 東京市へ編入され渋谷区に。現東京都渋谷区。
- 東京府豊多摩郡中野町・野方町 → 東京市へ編入され中野区に。現東京都中野区。
- 東京府豊多摩郡杉並町 → 東京市へ編入され杉並区に。現東京都杉並区。
- 東京府荏原郡品川町・大崎町・大井町 → 東京市へ編入され品川区に。現東京都品川区。
- 東京府荏原郡荏原町 → 東京市へ編入され荏原区に。現東京都品川区。
- 東京府荏原郡大森町・入新井町 → 東京市へ編入され大森区に。現東京都大田区。
- 東京府荏原郡蒲田町 → 東京市へ編入され蒲田区に。現東京都大田区。
- 東京府荏原郡目黒町・碑衾町 → 東京市へ編入され目黒区に。現東京都目黒区。
- 東京府荏原郡世田ヶ谷町 → 東京市へ編入され世田谷区に。現東京都世田谷区。
- 東京府北豊島郡巣鴨町・西巣鴨町・高田町 → 東京市へ編入され豊島区に。現東京都豊島区。
- 東京府北豊島郡王子町 → 東京市へ編入され王子区に。現東京都北区。
- 東京府北豊島郡滝野川町 → 東京市へ編入され滝野川区に。現東京都北区。
- 東京府北豊島郡板橋町 → 東京市へ編入され板橋区に。現東京都板橋区。
- 東京府北豊島郡日暮里町・尾久町・三河島町・南千住町 → 東京市へ編入され荒川区に。現東京都荒川区。
- 東京府南足立郡千住町 → 東京市へ編入され足立区に。現東京都足立区。
- 東京府南葛飾郡大島町・亀戸町 → 東京市へ編入され城東区に。現東京都江東区。
- 東京府南葛飾郡吾嬬町・寺島町 → 東京市へ編入され向島区に。現東京都墨田区。
- 愛知県西春日井郡師勝町 → 同郡西春町と合併して北名古屋市を新設。
- 滋賀県甲賀郡甲西町 → 同郡石部町と合併して湖南市を新設。
- 京都府相楽郡木津町 → 同郡山城町、加茂町と合併して木津川市を新設。
- 大阪府中河内郡布施町 → 同郡長瀬村・小阪町・楠根町・意岐部村・弥刀村と合併して布施市を新設。現在は東大阪市の一部。
- 広島県安佐郡祇園町 → 広島市に編入。現在は同市安佐南区。
- 広島県佐伯郡五日市町 → 広島市に編入。現在は同市佐伯区。
- 広島県深安郡神辺町 → 福山市に編入。
- 福岡県宗像郡福間町 → 同郡津屋崎町と合併して福津市を新設。
- 鹿児島県姶良郡姶良町 → 同郡加治木町、蒲生町と合併して姶良市を新設。

## 備考
- 県庁所在地のうち町村制施行時点では町だった自治体も、ほとんどは上記のとおり単独市制施行を果たしているが、山口県山口市と宮崎県宮崎市は新設合併による市制施行である。また、政令指定都市のうち神奈川県川崎市だけは新設合併による市制施行である。
- 沖縄県那覇市・首里市（現那覇市）は1921年5月20日に沖縄県区制の区から、北海道札幌市・函館市・小樽市・旭川市・室蘭市・釧路市は1922年8月1日に北海道区制の区からそれぞれ単独市制を施行したものである。
- 全都道府県のうち、秋田県と福井県には単独市制施行した自治体が無い。ただし前者のうち、横手市と本荘市（現由利本荘市）は編入合併による市制施行である（旧平鹿郡横手町、由利郡本荘町）。
- 北海道苫前郡羽幌町は単独市制の施行目前まで準備が進められていたが、炭鉱が閉山したために1970年の国勢調査で人口が急減し（1965年30,266人→70年28,574人。その後は減少が続く）、市制の機会を逃した。
- 鉱山（足尾銅山）の町だった栃木県上都賀郡足尾町（現日光市）は大正元年に人口30,467人と3万人を超え、最大人口は大正5年の38,428人であった。
- 広島県佐伯郡にあった五日市町は広島市のベッドタウンとして発展し、市制施行要件の5万人を達成したが、旧来の住民による単独市制派と新興の住民による合併賛成派に分かれ、長年、広島市に編入されるか「五日市市」になるかで二分されていた。最終的には1985年3月20日に広島市へ編入される（現在は佐伯区）。その時の人口は96,441人であった。
- 関東大震災以降、東京市に隣接する郡部では被災者の流出により爆発的に人口が増加した。中でも荏原郡荏原町の人口は132,108人であり、13万を超えても市制施行せず町であり続けた例は唯一と思われる。
- 樺太恵須取郡恵須取町は1945年10月1日に市制施行予定だったが、第二次世界大戦でソ連が日ソ不可侵条約を破棄して対日参戦し南樺太をそのまま支配下に置いたため樺太庁自体が消滅し、市制以前に恵須取町そのものも消滅してしまい幻となってしまった。
- 富山県新川郡入善町は1959年1月1日に下新川郡舟見町を編入した時点で人口は36,472人なり、黒部市の市制施行時の32,329人を上回っていたが、1958年8月に市制施行要件が人口3万人から5万人に変更されたため、市制施行には至らなかった。